# パウロ・ローシャ
パウロ・ソアレス・ダ・ローシャ（Paulo Soares da Rocha, GOIH, 1935年12月22日 - 2012年12月29日）は、ポルトガル・ポルト出身の映画監督である。

## 人物・来歴
1935年12月22日、ポルトガルのポルトに生まれた。
リスボンで法律を学んでいたが中断し、パリの高等映画学院で映画製作を学んだ。その後、ジャン・ルノワールとマノエル・デ・オリヴェイラの助監督を務めている。
1963年、長編劇映画『青い年』を発表し、映画監督としてデビューした。同作は1964年、ロカルノ国際映画祭で銀帆賞を獲得した。ポルトガルのヌーヴェルヴァーグである「ノヴォ・シネマ」の代表的人物とされた。
日本公開作品は少ないが、晩年までポルトガルでコンスタントに作品を発表していた。

## 主なフィルモグラフィ
助監督
- 『捕えられた伍長』 Le Caporal épinglé : 監督ジャン・ルノワール、1962年
- 『春の祭典』 O Acto da Primavera : 監督マノエル・デ・オリヴェイラ、1963年

監督
- 『青い年』 Os Verdes Anos : 1964年
- 『新しい人生』 Mudar de Vida : 1966年
- 『恋の浮島』A Ilha dos Amores : 1982年

出演
- 『フランシスカ』 Francisca : 監督マノエル・デ・オリヴェイラ、1981年